# Hauptstraße 93 (Bergheim)

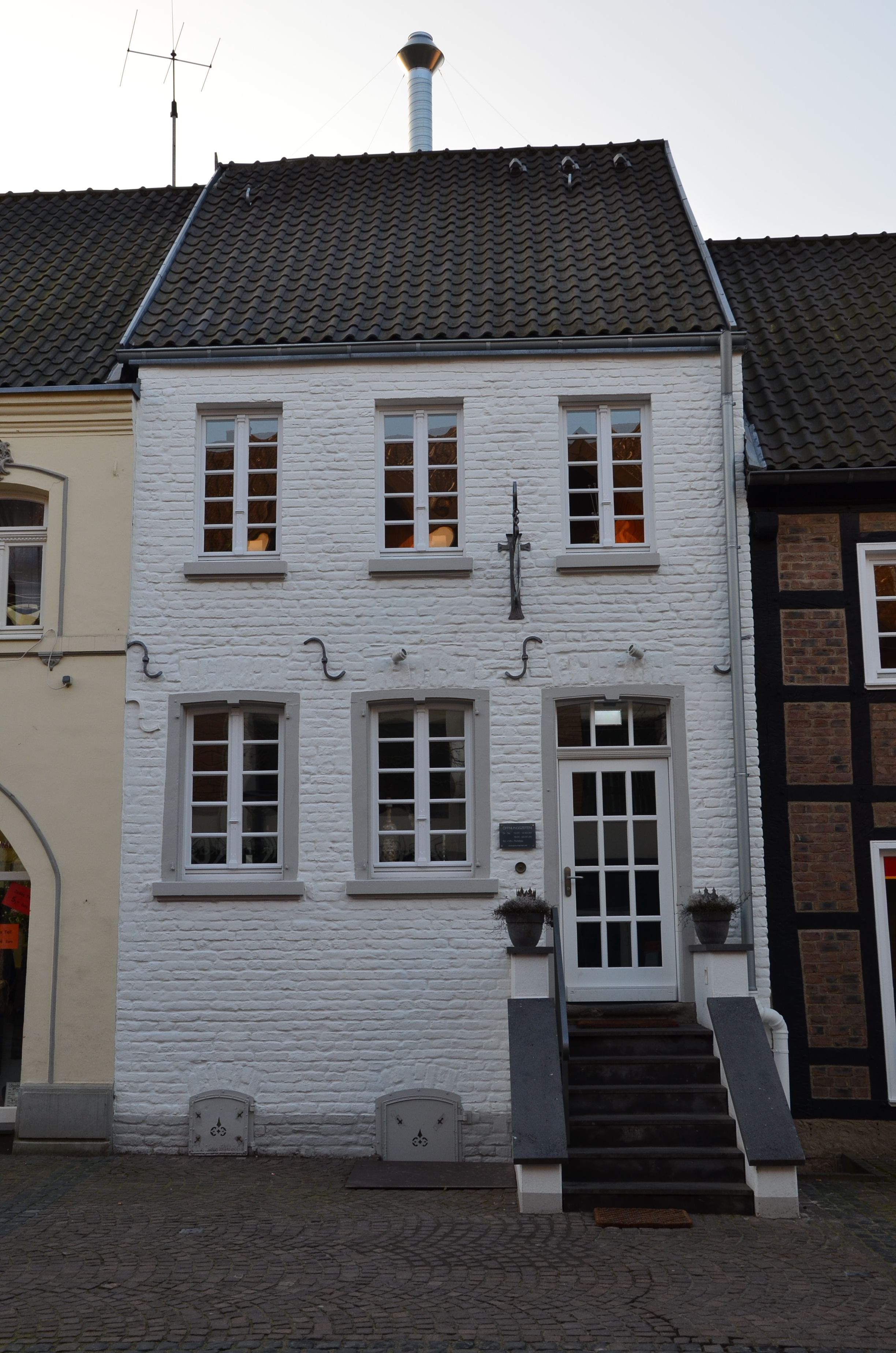
Haus Hauptstraße 93 Bergheim

Das Haus Hauptstraße 93  ist ein denkmalgeschütztes Haus in der Kreisstadt Bergheim im Rhein-Erft-Kreis, Nordrhein-Westfalen.
Das Haus Nr. 93 stammt aus der ersten Hälfte des 19. Jahrhunderts. Das Wohnhaus war ursprünglich noch vollständig in Fachwerk erbaut. Im 19. Jahrhundert erhielt es eine Fassade aus Mauerwerk. Kurz vor 1900 erwarb Franz Schmitz, Kanzleigehilfe beim Amtsgericht Bergheim, das Anwesen von dem Tierarzt Dr. Peter Josef Lemm. Die Tochter von Franz Schmitz, Katharina, heiratete den Bautechniker Fritz Ubber. Das Haus Nr. 93 erbte ihr Sohn Franz Ubber, Redakteur und Heimatforscher. Er bewohnte das Haus mit seiner Familie von 1954 bis 1983.
Es handelt sich um einen dreistöckigen Putzbau von drei Achsen. Das Gebäude wurde am 26. Oktober 1983 unter Nr. 8 in die Denkmalliste der Stadt Bergheim eingetragen.

## Heutige Nutzung
Im Jahr 2001 erwarb der ehemalige Formel-1-Pilot Ralf Schumacher das Gebäude, in dem er heute ein Restaurant, das Schumachers, betreibt.